# Haworthia reinwardtii
Haworthia reinwardtii (укр. Гавортія рейнвардті, Гавортія Рейнварда) — рослина з роду гавортія (Haworthia) підродини асфоделевих (Asphodelaceae).

## Назва
Видова назва дана Адріаном Гавортом на честь німецько-голландського ботаніка Каспара Георга Карла Рейнвардта (Рейнварда), засновника і першого директора одного з найбільших ботанічних садів світу — Богорського ботанічного саду в Індонезії.

## Морфологічні ознаки

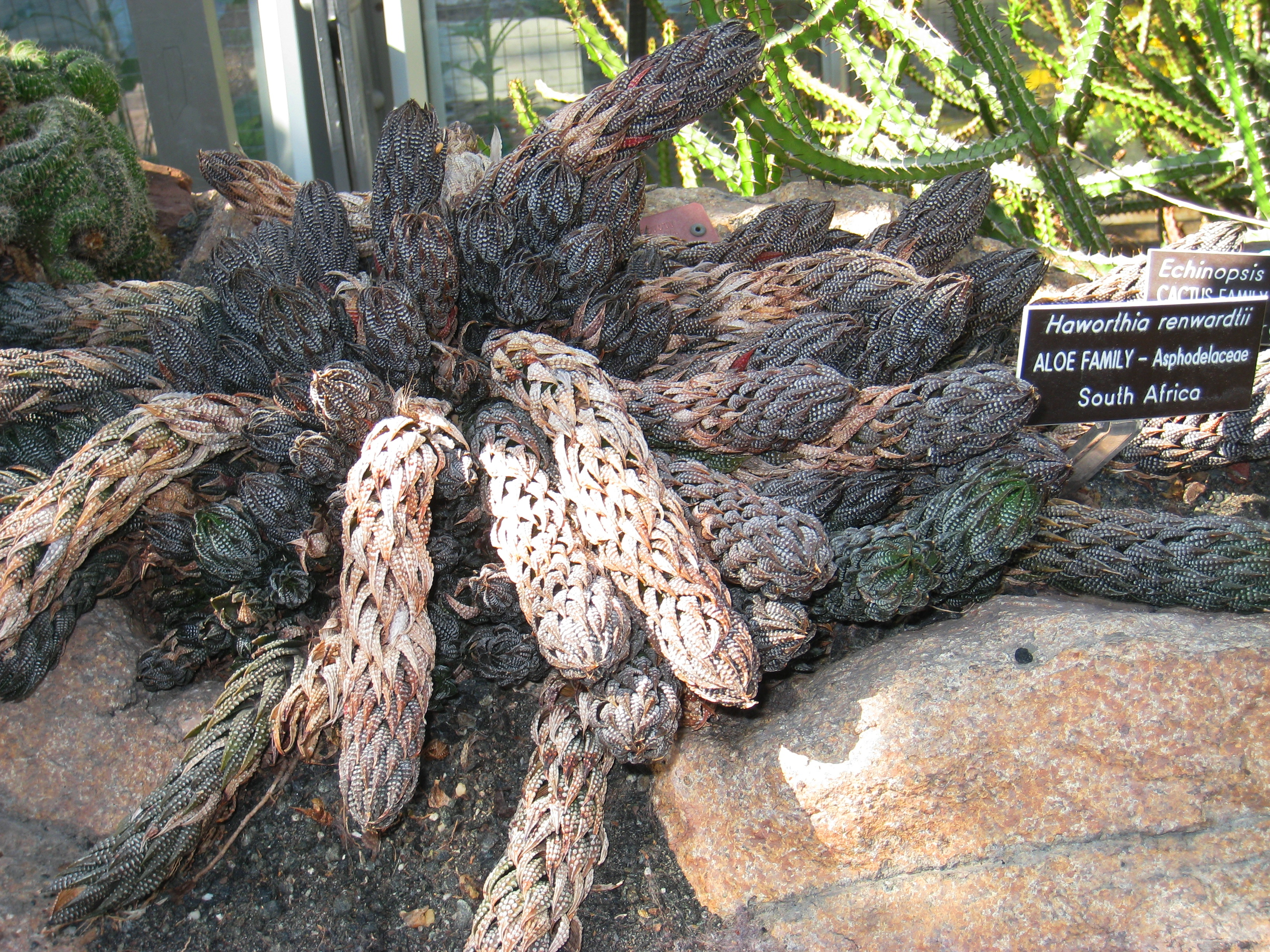
Haworthia renwardtii у Ботанічному саду Сполучених Штатів, Вашингтон, США

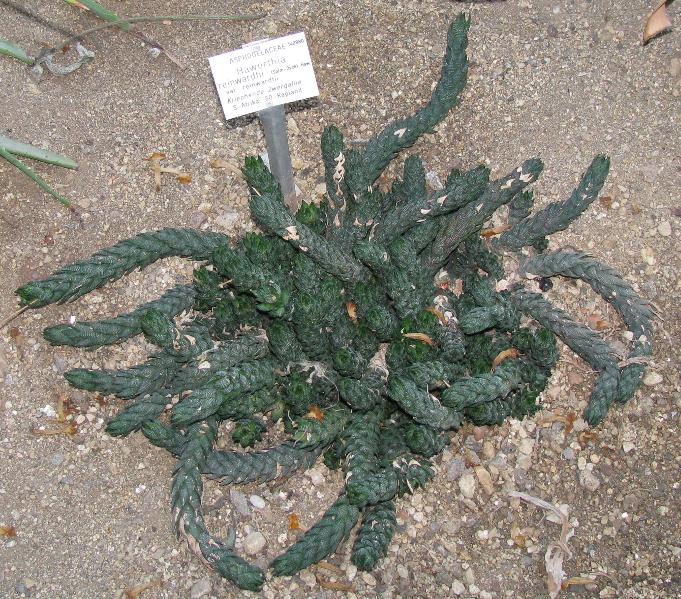
Haworthia renwardtii у Гейдельберзькому ботанічному саду, Гейдельберг, Німеччина

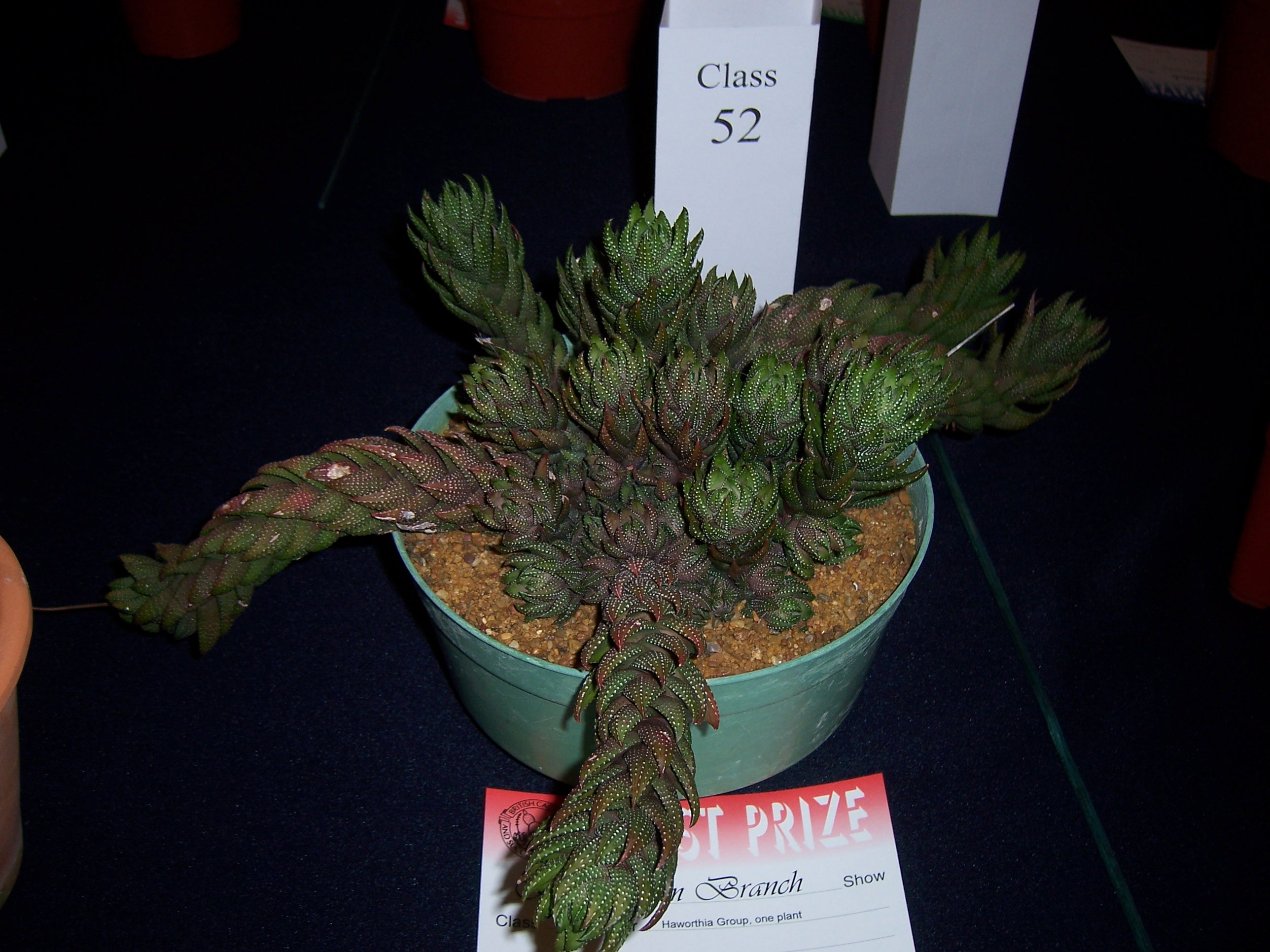
Кімнатна Haworthia reinwardtii на виставці кактусів в Бірмінгемі

Кущевидна рослина, з багатьма різновидами та з покритими листям стеблами заввишки до 25-30 см, подовженими та прямостоячими, що з віком полягають. Листя розташовані по вузькій спіралі, завдовжки 2—5 см та завширшки в основі 1,5 см, прямі, жорсткі, яйцевидно-ланцетні та загострені на кінцях. Темно-зелена або червонувата поверхня листя вкрита мілкими білими бугорками, які в совокупності утворюють від 1 до 3 поздовжніх ліній, які проходять по верхній стороні кожного листка, та особливо чіткі поперечні смуги на нижній стороні. Края листя закруглені та теж вкриті бугорками.
Навесні на рослині утворюється китицевидне суцвіття висотою 30—40 см, яке складається з рідкісних китиць завдовжки 9—17 см, у яких зібрані трубчасті рожевувато-білі із зеленим відтінком квітки завдовжки 2 см.

## Місця зростання
Південноафриканська республіка, Східна Капська провінція.

## Варитети
- Haworthia reinwardtii var. adelaidensis.
- Haworthia reinwardtii var. archibaldiae.
- Haworthia reinwardtii var. chalwinii (Гавортія Халвіна) — відрізняється характерними маленькими, близько 2,5 см завдовжки і до 2 см завширшки в основі, серпоподібної форми листками. Нижня поверхня листка опукла, з килем і декількома рядами білих бородавок.
- Haworthia reinwardtii var. conspicua.
- Haworthia reinwardtii var. fallax (Гавортія оманлива) — відрізняється вужчими, близько 1 см завширшки, листками з маленькими і великими бородавками на нижній стороні в 5-12 позовжніх рядах.
- Haworthia reinwardtii var. minor.
- Haworthia reinwardtii var. major.
- Haworthia reinwardtii var. pulchra.

## Утримання в культурі
Проста в культурі рослина. Їй потрібне сонячне місце, але не прямі сонячні промені. Субстрат легкий зі слабокислою реакцією. Помірний полив в період вегетації, сухе утримання взимку.

## Розмноження
Розмножується насінням, листовими живцями або відділенням бокових пагонів навесні.